# كأس رابطة الأندية الإنجليزية المحترفة 2008–09
كأس رابطة الأندية الإنجليزية المحترفة 2008–09 (بالإنجليزية: 2008–09 Football League Cup)‏ أو كأس كارلينغ لأسباب الرعاية. هو الموسم 49 من  كأس رابطة الأندية الإنجليزية المحترفة. أشرف على تنظيمه الاتحاد الإنجليزي لكرة القدم، وكان عدد الأندية المشاركة فيه  92، وفاز فيه مانشستر يونايتد.